# مریم (آلبوم)
مریم نام چهارمین آلبوم خواننده افغانستانی، داوود سرخوش می‌باشد که در دسامبر ۲۰۰۸ از دانمارک منتشر شد و شامل ۷ ترانه می‌باشد. آهنگسازی این آلبوم تلفیقی از سازهای سنتی افغانستانی و غربی می‌باشد. این آلبوم توانست در آمریکا و اروپا بیش از ۶۰۰۰ نسخه فروش داشته باشد.

## فهرست آهنگ‌ها
این آلبوم شامل هفت ترانه می‌باشد.
| ردیف | آهنگ            | مدت  |
| ۰۱   | مریم            | ۴:۴۸ |
| ۰۲   | به شهر چشمان تو | ۴:۰۶ |
| ۰۳   | بانو            | ۴:۰۵ |
| ۰۴   | باور            | ۵:۱۵ |
| ۰۵   | دل              | ۴:۲۳ |
| ۰۶   | زخم تلخ         | ۵:۰۵ |
| ۰۷   | موهای تید پرک   | ۵:۰۷ |

## همکاران
همکاران این آلبوم:
- وکال، دمبوره، کیبورد: داوود سرخوش
- بیس: بردیا بندیکت خشایاری
- درام: حسین رستگار
- گیتار: منصور رستگار
- کیبورد: کریستین شوکان
- ضبط: مجارستان / سوپرون و وین
- میکس و مستر: فلیکس راوچ استودیو وین
- ویرایش کامپیوتری: بردیا بندیکت
- خشایاری و کریستین شوکان
- گرافیک: حبیب پیمان